# Cyrtopodion golubevi
Cyrtopodion golubevi es una especie de gecos de la familia Gekkonidae.

## Distribución geográfica yhábitat
Es endémica de una zona montana de la provincia de Sistán y Baluchistán, al sudeste de Irán. Su rango altitudinal oscila entre 1060 y 1100 m s. n. m..